# Jaap-Jelle Feenstra
Jaap-Jelle Feenstra (Leeuwarden, 24 oktober 1954) is een Nederlands politicus voor de Partij van de Arbeid en voormalig Tweede Kamerlid. Oorspronkelijk was hij opgeleid tot docent in de natuurkunde en biologie. In 1977 werd hij lid van de Partij van de Arbeid en in 1979 werd hij beleidsmedewerker in het Europees Parlement. Van 1981 tot 1988 was hij medewerker en coördinator bij het Centrum voor Energiebesparing en Schone Technologie te Delft. In 1987 werd hij namens de PvdA lid van de Provinciale Staten van Utrecht. Januari 1988 werd hij lid van de Tweede Kamer en in 1989 (met een intermezzo van enkele maanden) wederom. In 1994 verliet hij de Kamer voor enkele jaren en werd hij secretaris bij het Inter Provinciaal Overleg, waarna hij in 1997 weer terugkeerde in de Kamer, om lid te blijven tot 2002.
Hij was in de Tweede Kamer woordvoerder milieu, ruimtelijke ordening, water, landbouw (met name het mestbeleid) en voor het dossier Betuwelijn en had al in zijn jeugd belangstelling voor natuurstudie, zoals onder meer blijkt uit zijn lidmaatschap van de Christelijke Jeugdbond voor Natuurstudie en zijn bestuurslidmaatschappen bij natuurbehoudverenigingen. Na zijn Kamerlidmaatschap was Feenstra enkele jaren voorzitter van de Fietsersbond (2001 - 2007) en actief bij de PvdA afdeling Rotterdam.
Sinds 2023 is Feenstra voorzitter van de Iepen Fryske Kampioenskippen Skûtsjesilen (IFKS).
- Parlement.com: vg09llp4xjzf